# لويس كارلوس (لاعب كرة قدم برتغالي)
لويس كارلوس هو لاعب كرة قدم برتغالي في مركز الوسط، ولد في 25 نوفمبر 1982 في لشبونة في البرتغال. لعب مع إشتوريل برايا ومافرا ونادي بيلينينسش ونادي فيتوريا سيتوبال ونادي بينفايل ولوسيتانو الرياضي ‏ ونادي تشافيس ونادي بورتيمونينسي وC.A. Valdevez ‏.

## وصلات خارجية
- لويس كارلوس على موقع قاعدة بيانات كرة القدم.إي يو (الإنجليزية)
- لويس كارلوس على موقع Soccerway.com (الإنجليزية)